# 955-ös tervszámú tengeralattjáró
A Borej osztály Oroszországban kifejlesztett negyedik generációs, 955-ös típusú hadászati rakétahordozó tengeralattjáró-osztály. Az orosz flottánál a Delfin- (NATO-kódja: Delta IV) és Akula-osztály (Typhoon) hajóit tervezik leváltani velük, az elkövetkező évtizedekben az orosz rakétahordozó tengeralattjáró erők alaptípusát fogja képezni. Első egységét, a Jurij Dolgorukij tengeralattjárót 2007. április 15-én bocsátották vízre, a rakéták fejlesztésének késése miatt azonban csak 2013. elején állt hadrendbe. A Borej-osztály hajói az Északi Flottában fognak szolgálni.

## Története
Az eredetileg 935-ös típusú tengeralattjárók tervezését 1996-ban kezdték el a szentpétervári Rubin tervezőirodában. Ezzel párhuzamosan kezdték el fejleszteni a Makejev tervezőirodában a tengeralattjáróhoz szánt RSZM–52V Bark (SS–N–28) interkontinentális ballisztikus rakétát. A kísérleti indításoknál jelentkezett problémák miatt ennek a fejlesztését azonban felfüggesztették, helyette a Topol–M módosított, tengerészeti változatának, az R–30 Bulava (SS–N–30) tervezése kezdődött el. Az új rakéták miatt azonban a tengeralattjáró terveit is módosítani kellett, az áttervezett hajó a 995-ös típusjelet kapta.
Az első egység, a Jurij Dolgorukij építését 1996. november 2-án kezdték el a szeverodvinszki Szevmas hajógyárban. 2004 márciusában az Alekszandr Nyevszkij, 2006. március 19-én pedig a Vlagyimir Monomah nevű egység építése kezdődött el. A Jurij Dolgorukij befejezését eredetileg 2006 végére tervezték, de a csúszások miatt csak 2007 elejére készült el és április 15-én bocsátották vízre. A második hajót várhatóan 2010, a harmadikat 2011 körül bocsátják vízre. 2015-ig összesen tíz rakétahordozó atomtengeralattjárót terveznek építeni Oroszországban, ebből valószínűleg öt db lesz Borej-osztályú. A Jurij Dolgorukij és az Alekszandr Nyevszkij építésénél felhasználják az elkezdett de abbahagyott 971-es (K–133 Risz és K–137 Kuguar), valamint 949A típusú hajók (K–135 Volgograd, K–160 Barnaul) már elkészült törzs-szekcióit. Az építés során kis mértékben átdolgozták a terveket, így a Vlagyimir Monomah és a azt követő hajó már a módosított terveknek megfelelően 955A típusúak lesznek.

## Felépítése
A Borej-osztály a szovjet rakétahordozó tengeralattjárók klasszikus felépítését követi, formája emlékeztet a Delfin-osztályéra. A hajótest hossza kb. 170 m, legnagyobb átmérője 10 m körüli, tervezett sebessége víz alatt 29 csomó, merülési mélysége 450 m.
Hajtóművét a törzs hátulsó részében helyezték el. A nyomottvizes atomreaktor egy gőzturbinát működtet. A tengeralattjáró egy hajócsavarral rendelkezik
Az Akula-osztályhoz hasonlóan 20 db interkontinentális ballisztikus rakéta hordozására tervezték. Az RSZM–52V Bark helyett azonban a nehezebb R–30 Bulava kerül a hajókra a D–19M rakétarendszer részeként, így a rakéták számát 12 db-ra kellett csökkenteni. A rakéták indítócsövei a hajó középső részén, a torony mögött helyezkednek el, két sorban (2×6 db). A második és az azt követő egységeken azonban már 16 db-ra növelik a rakéták számát. A hajó orrában 8 db 533 mm-es torpedóindító cső helyezkedik el, ezek RPK–2 Vjuga (SS–N–15) robotrepülőgépek indítására is alkalmasak.

## Az osztály egységei
- K–535 Jurij Dolgorukij (vízre bocsátva: 2007. április 15-én)
- K–550 Alekszandr Nyevszkij (vízre bocsátva: 2010. december 13-án)
- K–551 Vlagyimir Monomah (vízre bocsátva: 2013-ban)
- K–549 Knyaz Vlagyimir (vízre bocsátva: 2017. november 17.)